# ألفونسو هارت
ألفونسو هارت (بالإنجليزية: Alphonso Hart) هو محامي وسياسي أمريكي، ولد في 4 يوليو 1830 في أوهايو في الولايات المتحدة، وتوفي في 23 ديسمبر 1910 في واشنطن العاصمة في الولايات المتحدة. حزبياً، نشط في الحزب الجمهوري. وقد انتخب عضو مجلس النواب الأمريكي.